# کیسا سینز

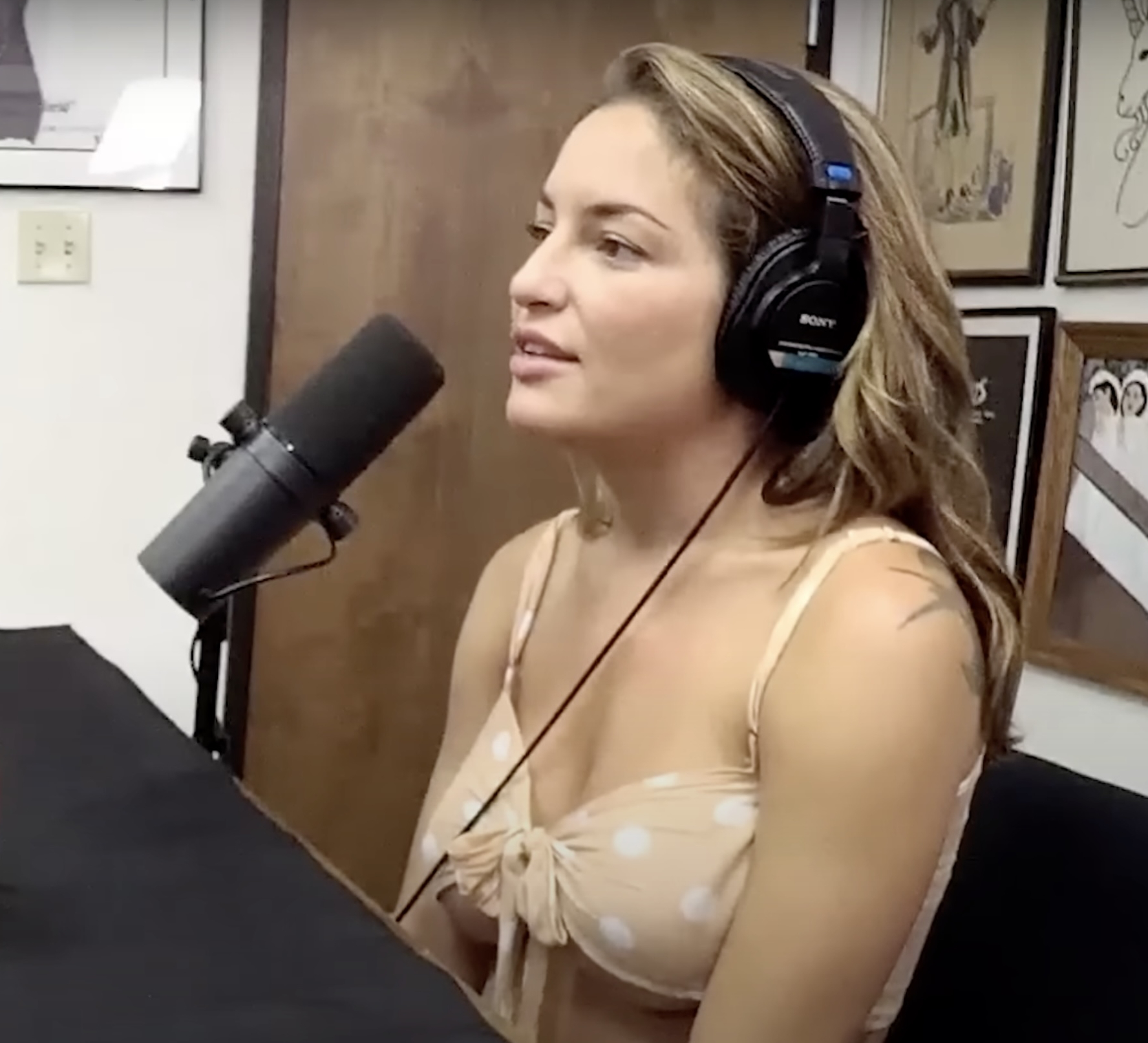
کیسا سینز, 2022

کیسا سینز (به انگلیسی: Kissa Sins)( پاسادنا ، کالیفرنیا ؛ 22 ژوئن 1987) یک بازیگر پورنوگرافی اهل ایالات متحده آمریکا است.

## زندگینامه
اگرچه کیسا سینز، در پاسادینا، کالیفرنیا متولد شد، اما در شش سالگی به همراه خانواده به خانه‌ای در تورنتو، کانادا نقل مکان کرد و ده سال در آنجا ماند و در همان‌جا با مدرک دیپلم علوم‌جامعه‌شناسی‌سیری فارغ تحصیل شد.  او پس از چت از طریق اینستاگرام با بازیگر پورنوگرافی‌ای به نام جانی سینز، در سن ۲۸ سالگی (۲۰۱۵) وارد صنعت پورنو شد ، بعدها با او نیز ازدواج کرد و صاحب دو فرزند دوقلو به نام لوریا و اسمیت شدند. او تا به امروز در ۳۲۰ فیلم پورنوگرافی بازی کرده است.

## زندگی شخصی
در سال 2019 ، کیسا سینز با بازیگر پورنوگرافی، جانی سینز ازدواج کرد.
او در حال حاضر در لاس وگاس , نوادا زندگی می‌کند.

## جوایز
- 2015: جایزه Inked – برنده بهترین نقش
- 2017: جایزه AVN – برنده: جایزه طرفداران: [۷]Web Queen
- 2019: جایزه AVN – برنده: بهترین اجرای انفرادی/تیز، در «Corruption of Kissa Sins»
- 2018: جایزه AVN – برنده: بهترین صحنه جنسی دختر/دختر، در «من کاترینا هستم» (به همراه کاترینا جید )[۸]
- 2019: جایزه AVN – برنده: بهترین صحنه جنسی دختر/دختر، در «ابیگیل (II)» (به همراه ابیگیل مک )
- 2019: جایزه AVN – برنده: بهترین صحنه سکس سه طرفه: G/G/B، در «Corruption of Kissa Sins» (به همراه آنجلا وایت و مارکوس دوپری)
- 2019: جایزه AVN - برنده: بهترین اجرای انفرادی/تیز، "Corruption of Kissa Sins" (2018)
- 2019: جایزه AVN – برنده: بهترین صحنه سکس سه طرفه: G/G/B، "Corruption of Kissa Sins" (2018)